# لیونل هولینز
لیونل هولینز (انگلیسی: Lionel Hollins؛ زادهٔ ۱۹ اکتبر ۱۹۵۳) بازیکن بسکتبال اهل ایالات متحده آمریکا است. از باشگاه‌هایی که در آن بازی کرده‌است می‌توان به فیلادلفیا سونتی‌سیکسرز، فینیکس سانز، میلواکی باکس، لس آنجلس کلیپرز، هیوستون راکتس، ممفیس گریزلیز، پورتلند تریل بلیزرز، و دیترویت پیستونز اشاره کرد.